# Мацуи, Акиёси
Акиёси (Сёкэй) Мацуи (яп. 松井章圭 Сёкэй Мацуи, род. 15 января 1963) — известный японский мастер карате Кёкусинкай, обладатель 8-го дана, глава IKO. Успешно прошёл тест хякунин-кумитэ в 1986 году. Также известен под своим корейским именем Мун Чан Кю (хангыль: 문장규; Ханча: 文章圭).

## Начало карьеры в Кёкусинкай
Акиёси Мацуи родился в 1963 году и начал заниматься карате в 13 лет в додзё Кита Нагарэ-Яма в префектуре Тиба. Он быстро прогрессировал и уже через 16 месяцев получил первый дан.
Во время экзамена Мацуи на первый дан комиссия долго сомневалась, стоит ли вручать чёрный пояс такому молодому претенденту. Даже Хацуо Рояма с несвойственной японцам прямолинейностью спросил Като Сигэо: «А не рано ли повязывать мальчишке взрослый чёрный пояс?! Ведь нет ещё и пятнадцати!» Тем не менее, сэнсэй Като Сигэо отстоял своего ученика и Мацуи был присвоен первый дан.
На 12-й чемпионат Японии Мацуи тоже попал с трудом — Ояма не хотел допускать до соревнований семнадцатилетнего школьника, сказав: «Что ещё за ерунда! Получит травму, не сможет ходить в школу, и кто будет отвечать?!» Тем не менее, Мацуи был допущен и стал первым школьником, участвовавшим в соревнованиях такого уровня, заняв, к тому же, ко всеобщему удивлению, четвёртое место.

## Спортивная карьера
| Состязание                          | Дата              | Место  |
| ----------------------------------- | ----------------- | ------ |
| 12-й Всеяпонский открытый чемпионат | 15—16 ноября 1980 | IV     |
| 13-й Всеяпонский открытый чемпионат | 14—15 ноября 1981 | Бронза |
| 14-й Всеяпонский открытый чемпионат | 13—14 ноября 1982 | Бронза |
| 15-й Всеяпонский открытый чемпионат | 12—13 ноября 1983 | VIII   |
| 16-й Всеяпонский открытый чемпионат | 3—4 ноября 1984   | Бронза |
| 17-й Всеяпонский открытый чемпионат | 3—4 ноября 1985   | Золото |
| 18-й Всеяпонский открытый чемпионат | 2—3 ноября 1986   | Золото |
| IV Открытый чемпионат мира          | ноябрь 1987       | Золото |

В 1987 году Мацуи стал самым молодым чемпионом Мира в истории Кёкусинкай и, по неофициальному правилу, завершил спортивную карьеру в возрасте всего 23 лет. О своём последнем чемпионате Мацуи писал: «После того как я стал чемпионом мира, я был в смятении. Мной овладели чувство превосходства, и, в то же время, чувство собственной неполноценности. Существовал разрыв между моими детскими мечтами и реальностью. Я стоял перед дилеммой. Потому что раньше у меня была цель, а после чемпионата — пустота».

## Хякунин-кумитэ
18 мая 1986 года в присутствии 499 зрителей Мацуи успешно прошёл тест хякунин-кумитэ — бой с сотней противников.
Мацуи прошёл свои сто боёв на высоком уровне. Ояма о своём ученике с восхищением говорил: «Способ проведения хякунин-кумитэ Мацуи был великолепен. Более 50 боев он выиграл иппоном. Он сделал это для каратэ Кёкусин, для Японии и для мировой истории каратэ». О высоком мастерстве Мацуи может говорить тот факт, что даже на 95-м бою он смог отправить противника в нокдаун.
Бои Мацуи продолжались 2 часа 24 минуты и были дополнительно осложнены тем, что он держал в руках маленькие деревяшки, из-за чего был лишён возможности применять удары открытой рукой и захваты, в то время, как его противникам могли делать и то и другое.
Сразу после завершения теста Мацуи был направлен в госпиталь. В течение полумесяца его рвало. Пища, по его словам, не лезла в глотку.
Также Мацуи вспоминает: «Я до сих пор считаю, что сто боёв — это самое суровое испытание в моей жизни. Этот тест совершенно выходил за рамки того, что я когда-либо совершал. Если бы мне сейчас предложили сделать то же самое и предложили за это миллион долларов, я бы не согласился. За десять миллионов, может быть!»
Результаты боёв Мацуи:
- Чистая победа (иппон гати) — 46
- Комбинированная победа (вадза ари/юсей гати) — 29
- Ничья — 13
- Поражения по решению судей (включая 4 раза, когда были выронены палочки) — 12
- Чистые поражения — 0

Итого: 75 побед, 13 ничьих, 12 поражений.
Результат Мацуи является одним из лучших результатов прохождения хякунин-кумитэ.

## Во главе IKO
В 1992 году Мацуи открыл свой додзё в одном из районов Токио и был назначен Оямой бранч-чифом.
Ояма назначил Мацуи (тогда ещё обладателя всего 5 дана) своим преемником в IKO и, таким образом, Мацуи стал кантё. Назначение на должность главы стиля молодого мастера, имеющего столь низкую степень, а также сомнения в подлинности завещания Оямы привели к расколу организации IKO на три основные группы, получившие название IKO-1, IKO-2 и IKO-3.
В настоящее время Мацуи — обладатель 8 дана, глава одной из организаций IKO (IKO-1), поддерживаемой Юдзо Годой, Питером Чонгом и Сэйдзи Исобэ. Девиз Сёкэя Мацуи: «Торопись, но делай не спеша!».